# Okselare
Okselare (Frans: Oxelaëre) is een gemeente in de Franse Westhoek, in het Franse Noorderdepartement. De gemeente ligt in Frans-Vlaanderen in de streek het Houtland. 

## Geografie
Het dorpje ligt net ten zuiden van het stadje Kassel, aan de voet van de Kasselberg en grenst voor de rest ook aan de gemeenten Hondegem en Bavinkhove. De gemeente heeft een oppervlakte van 4,72 km² en telt ruim 400 inwoners.

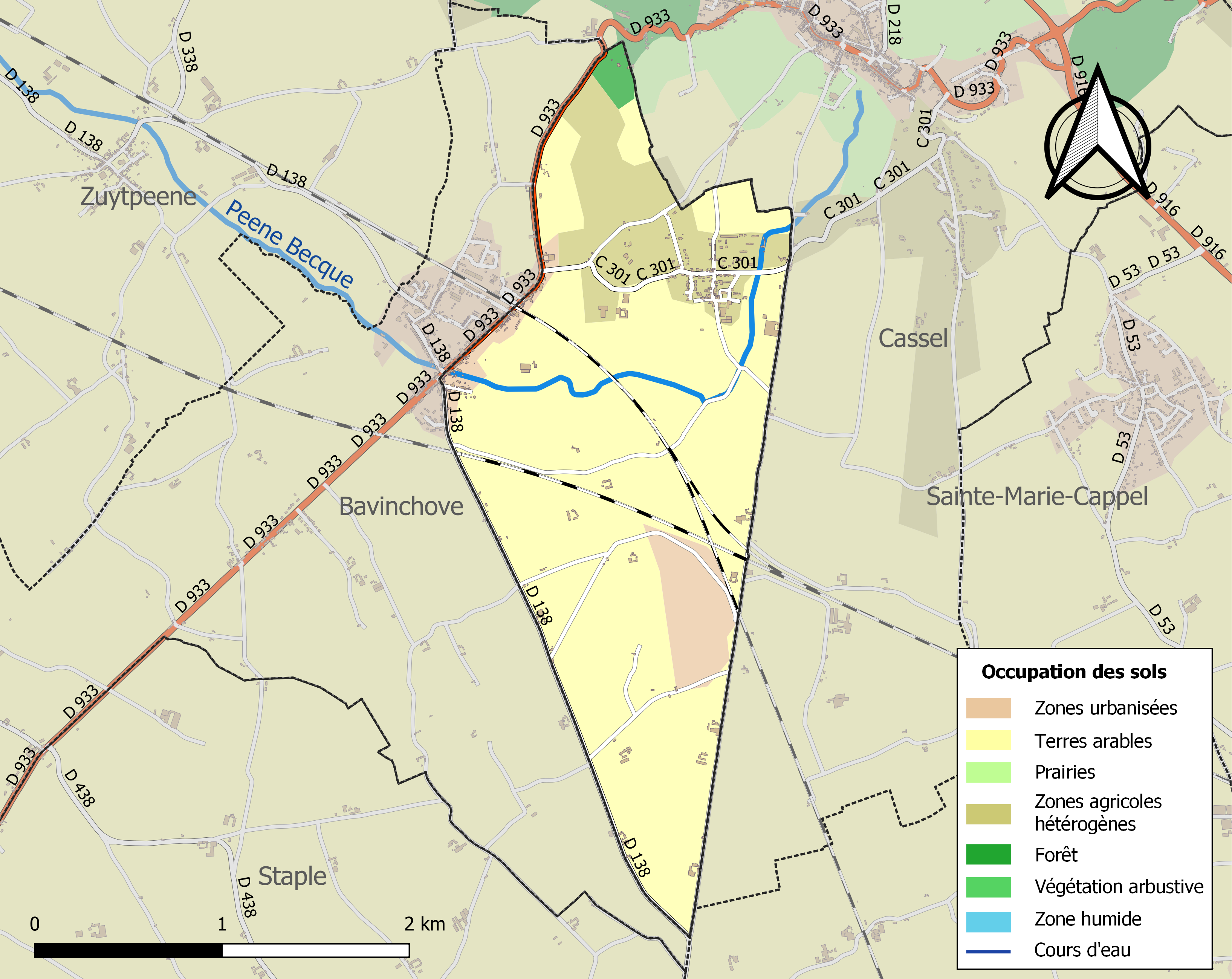
Kaart van de gemeente met de belangrijkste infrastructuur, bodemgebruik en omliggende gemeenten

## Geschiedenis
Het gebied lag aan de Romeinse heerweg die rond de Kasselberg liep, niet ver van de heerweg die tussen Kassel en Aire-sur-la-Lys lag. Okselare werd in 1115 vermeld, geschreven als Osclarum en in 1130 als Ocslera.

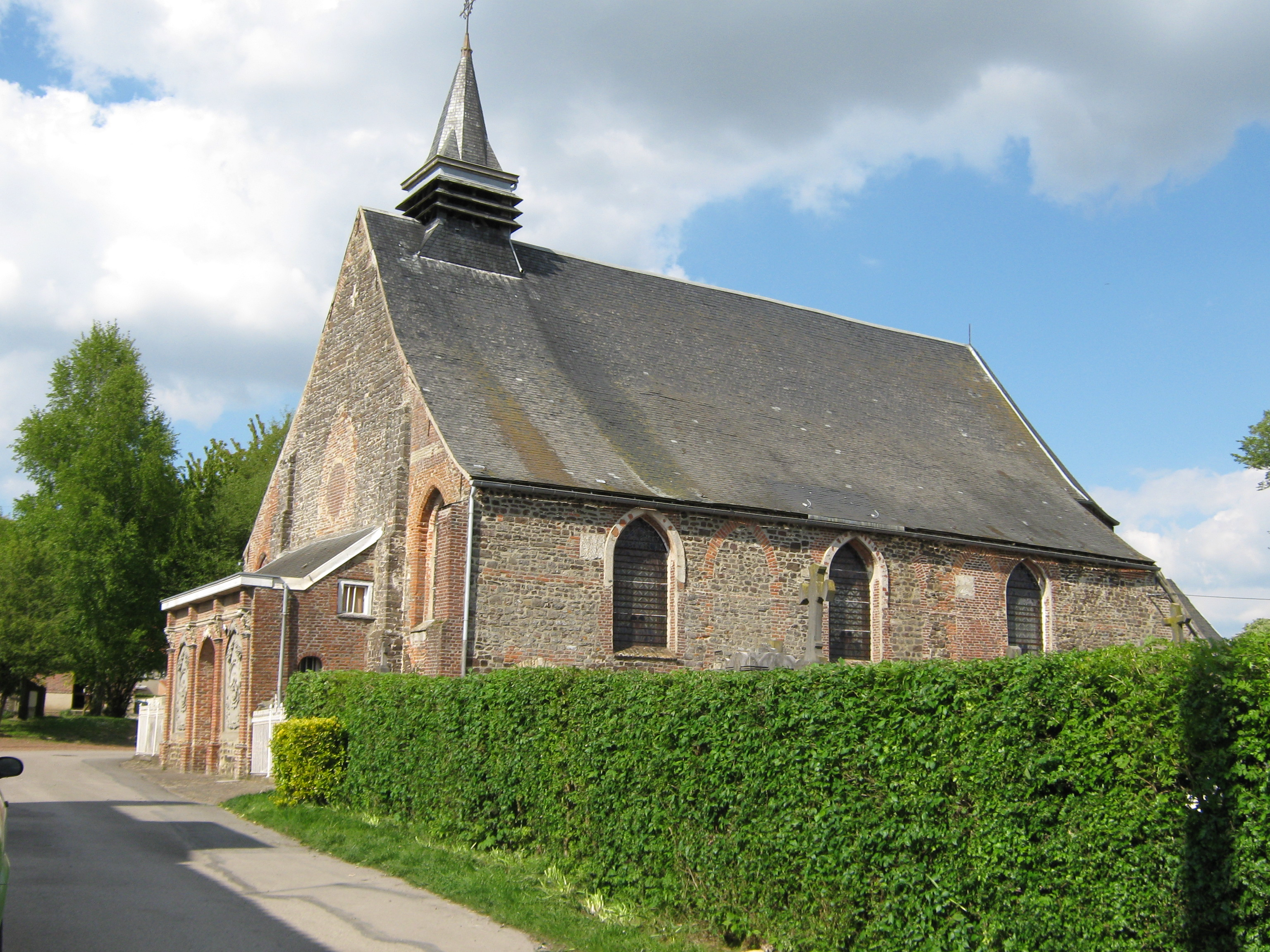
Sint-Maartenskerk

## Bezienswaardigheden
- De Sint-Maartenskerk (Église Saint-Martin)
- Op het Kerkhof van Okselare bevinden zich de graven van vier Britse gesneuvelden uit de Tweede Wereldoorlog.

## Demografie
Onderstaande figuur toont het verloop van het inwonertal (bron: INSEE-tellingen).

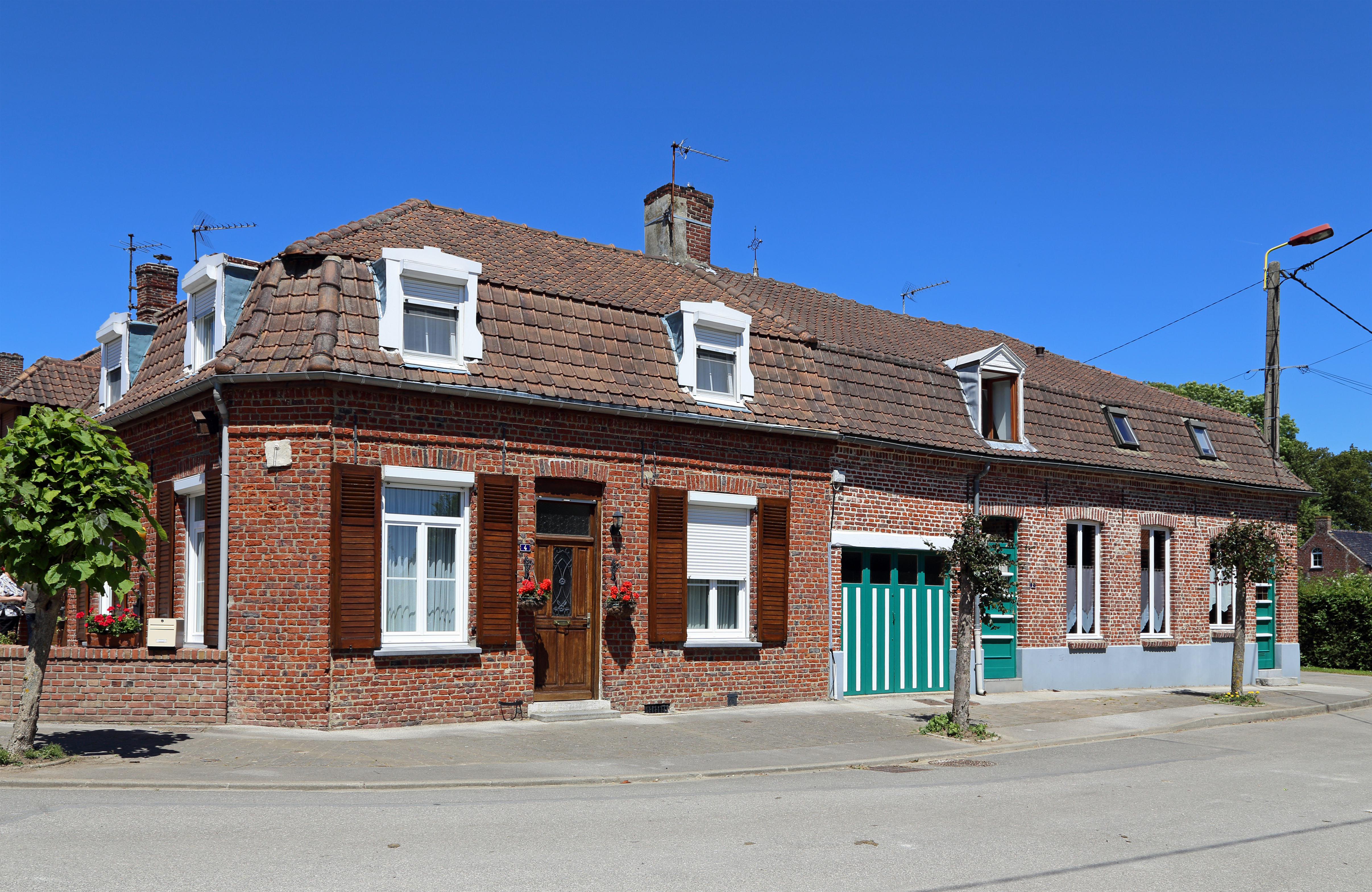
Woningen in het dorpscentrum
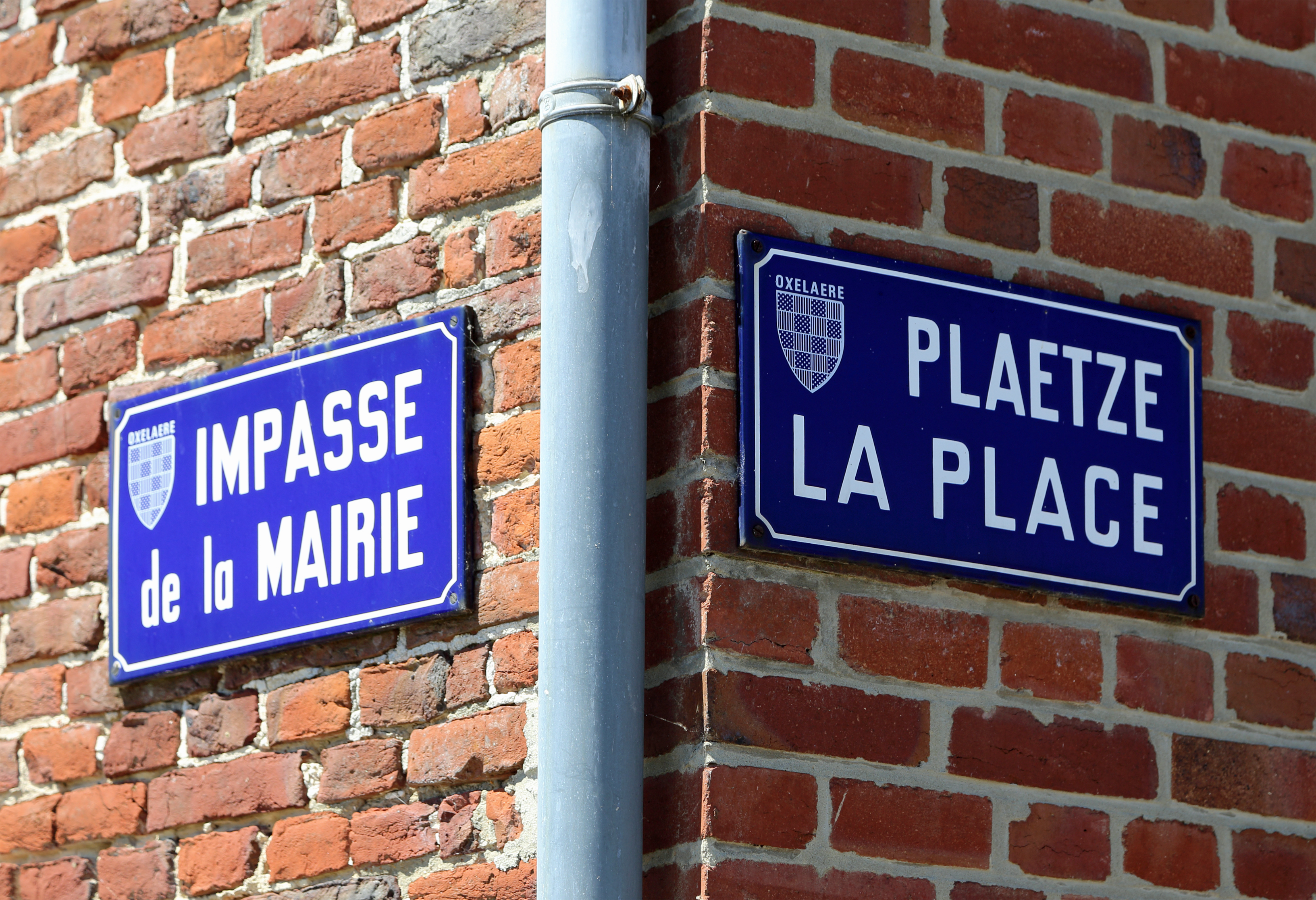
Tweetalig straatnaambord (Frans-Vlaams en Frans)
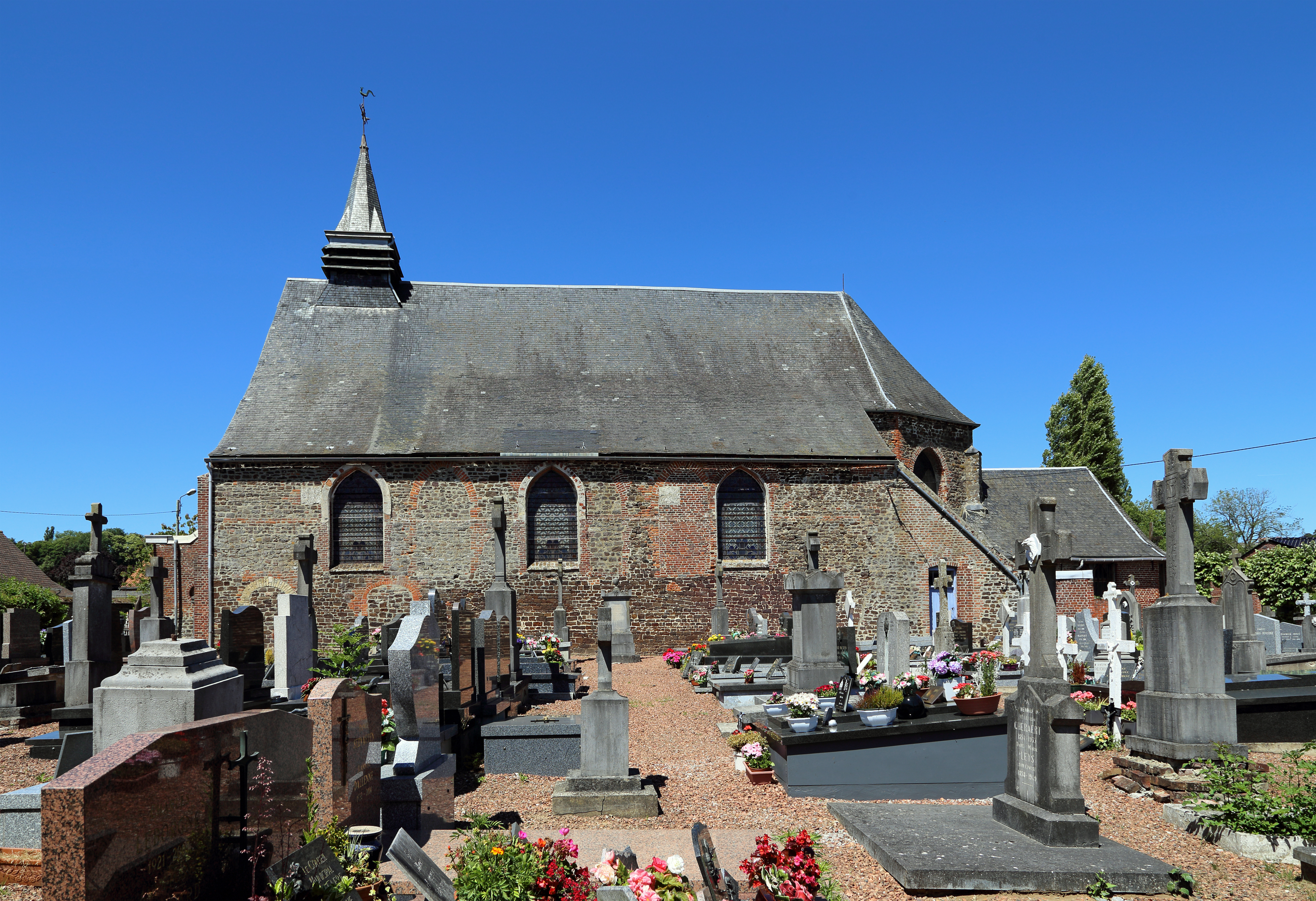
Sint-Maartenskerk en kerkhof
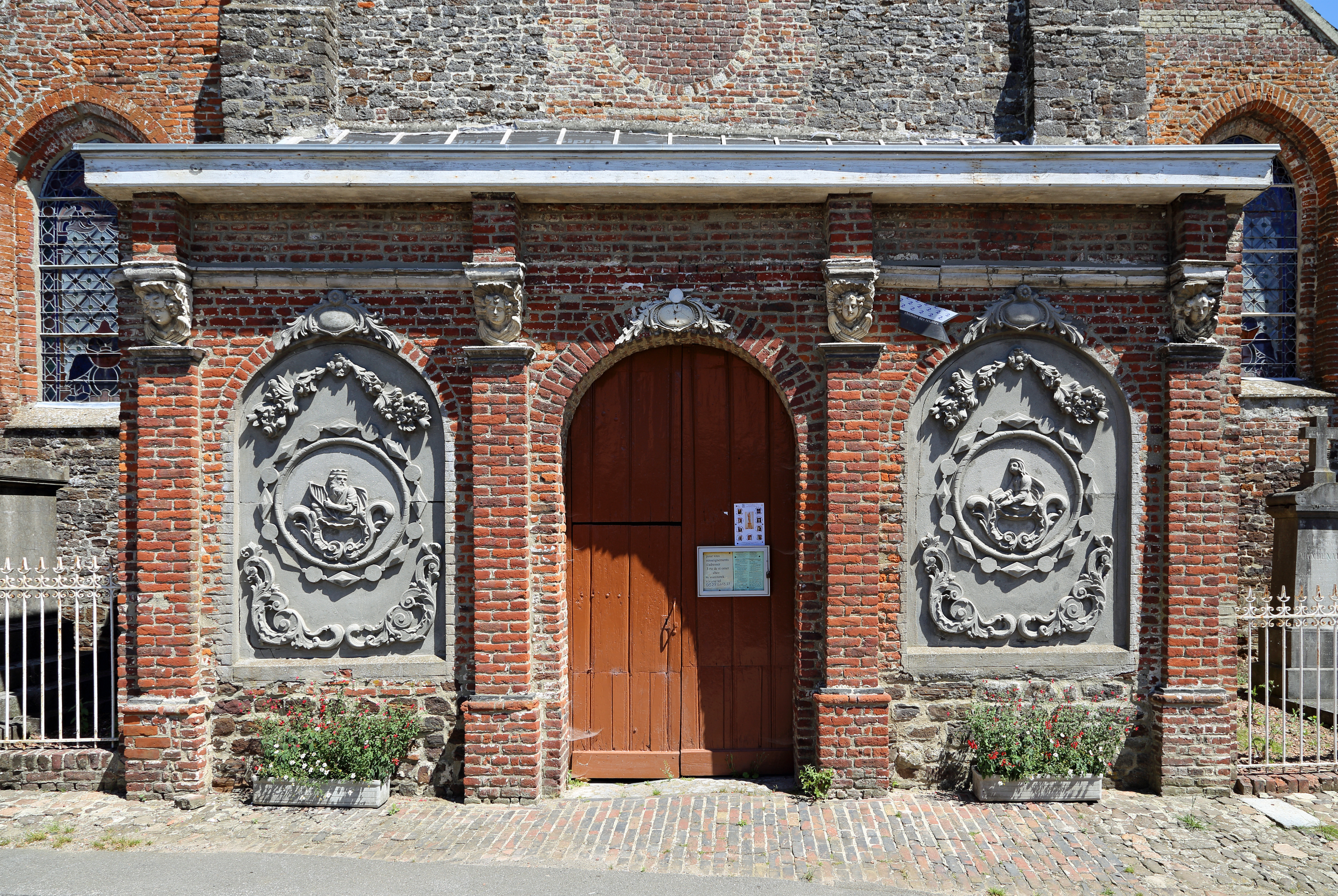
Kerkportaal
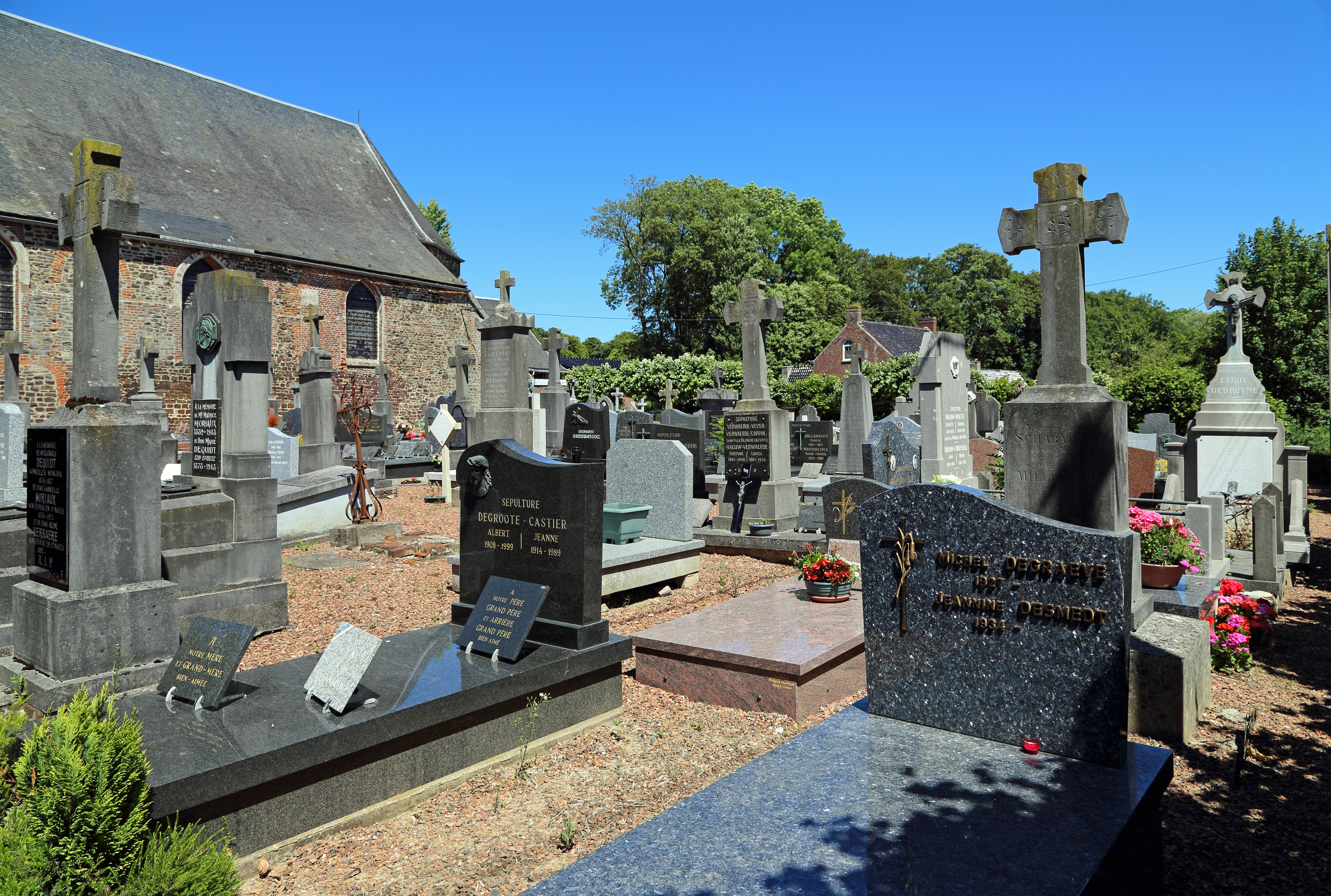
Kerkhof

Belle · Berten · Boeschepe · Borre · Eke · Godewaarsvelde · Hondegem · Kaaster · Kassel · Merris · Meteren · Niepkerke · Okselare · Oud-Berkijn · Pradeels · Sint-Janskappel · Sint-Mariakappel · Sint-Silvesterkappel · Stapel · Steenwerk · Strazele · Vleteren · Zoeterstee
Armboutskappel · Arneke · Bambeke · Bavinkhove · Belle · Berten · Bieren · Bissezele · Blaringem · Boeschepe · Boezegem · Bollezele · Borre · Bray-Dunes · Broekburg · Broekkerke · Broksele · Buisscheure · Drinkam · Duinkerke · Ebblingem · Eke · Ekelsbeke · Eringem · Gijvelde · Godewaarsvelde · La Gorgue · Grand-Fort-Philippe · Grevelingen · Groot-Sinten · Hardefoort · Haverskerke · Hazebroek · Herzele · Holke · Hondegem · Hondschote · Hooimille · Houtkerke · Kaaster · Kapelle · Kapellebroek · Kassel · Killem · Kraaiwijk · Krochte · Kwaadieper · Lederzele · Ledringem · Leffrinkhoeke · Linde · Loberge · Loon · Meregem · Merkegem · Merris · Meteren · Millam · Moerbeke · Niepkerke · Nieuw-Berkijn · Nieuw-Koudekerke · Nieuwerleet · Noordpene · Ochtezele · Okselare · Oostkappel · Oud-Berkijn · Oudezele · Pitgam · Pradeels · Rekspoede · Rubroek · Ruisscheure · Sint-Janskappel · Sint-Joris · Sint-Mariakappel · Sint-Momelijn · Sint-Pietersbroek · Sint-Silvesterkappel · Sint-Winoksbergen · Soks · Spijker · Stapel · Steenbeke · Steenvoorde · Steenwerk · Stegers · Stene · Strazele · Terdegem · Téteghem-Coudekerque-Village · Tienen · Uksem · Vleteren · Volkerinkhove · Waalskappel · Warrem · Waten · Wemaarskappel · Westkappel · Wilder · Winnezele · Wormhout · Wulverdinge · Zegerskappel · Zerkel · Zermezele · Zoeterstee · Zuidkote · Zuidpene
1. ↑  Populations de référence 2022.